# Новиков, Феликс Аронович
Фе́ликс Аро́нович Но́виков (3 августа 1927, Баку, Азербайджанская ССР, СССР — 18 августа 2022, Рочестер, штат Нью-Йорк, США) — советский и российский архитектор, педагог, теоретик архитектуры. Лауреат Государственной премии РСФСР в области архитектуры (1967) и Государственной премии СССР (1975). Народный архитектор СССР (1991), доктор архитектуры, профессор.

## Биография
Родился 3 августа 1927 года в Баку, в еврейской семье. Отец — Арон Львович Новиков (Фукс, 1898—1986), заместитель заведующего отделом коммунального хозяйства Баксовета и управляющий трестом крупно-блочного строительства в Баку, после переезда в Москву в 1935 году — заместитель начальника 2-й конторы треста Госгражданстрой, репрессирован в 1938 году, осуждён на 5 лет ИТЛ; мать — драматург, прозаик, член союза писателей СССР, после ареста мужа была направлена на принудительное психиатрическое лечение в казанскую больницу тюремного типа; старший брат Антон (Октавий, 1923—1941) был призван в армию в 1941 году и в том же году скончался.
В 1930 году семья переехала в Тифлис, а в 1935 году в Москву, где он в 1944 году поступил в Московский архитектурный институт и окончил учёбу с отличием в 1950 году. Ученик Л. В. Мелеги, Л. Н. Павлова и И. Н. Соболева.
Первые постройки в Москве: станция метро «Краснопресненская» (1951—1954), 10—14-этажный жилой дом на Госпитальной набережной (1951—1955), 7—10-этажный жилой дом на Семёновской набережной (1950—1956) исполнены в классических традициях. Решительным обращением к современным архитектурным формам стал конкурсный проект Дворца пионеров на Воробьёвых горах в Москве (1958). Открытый в 1962 году и получивший теперь статус памятника архитектуры, он демонстрировал радикальные новации, смену вех советского зодчества.
Архитектурные комплексы Зеленограда: главный научный центр микроэлектроники (1962—1969), 9-этажный жилой дом «Флейта» (1965—1970), Московский институт электронной техники (МИЭТ) (1966—1971), формирующие центральное городское пространство, представляют утвердившееся в советской архитектуре модернистское движение и свидетельствуют о мастерстве автора. Ансамбль МИЭТа, удостоенный 1-й премии Всесоюзного смотра достижений советской архитектуры (1972), при всей своей новизне, живописной группировкой масс, мажорностью белых вставок в красном кирпиче, фигурными часами под сводом входного портала связан с традициями русского зодчества. В комплексе посольства СССР в Мавритании, Нуакшот (1974—1977) должная представительность соединилась с артистичной непосредственностью форм и стилевой общностью с культурой страны пребывания.
Утверждённые, но неосуществлённые проекты главных туристских центров в Самарканде и Бухаре (1980—1983), расположенные в соседстве с уникальными памятниками зодчества Узбекистана, отличаются гармоничным включением в историческую среду, единством масштаба, созвучием традиционных и современных форм и деталей.
Комплекс Дворца культуры тракторостроителей в Чебоксарах (1985—1995) интересен оригинальным диагональным решением, отвечающим особенностям местоположения.
По проекту архитектора велось строительство сначала высотного, а потом сниженного по настоянию властей варианта административного комплекса на Тургеневской площади в Москве. Последующие отступления от проекта вынудили архитектора отказаться от авторства.
Участник 20 конкурсов, он в 14 из них получал премии разного достоинства или право на реализацию проекта.
Все проекты мастер выполнял с соавторами — со старшим патроном, со сверстниками-единомышленниками, с молодыми коллегами. Его кредо выражено в утверждении: «Зодчий призван одухотворить материальный мир, который создаёт для себя человечество». И он следовал ему в своём творчестве.
Инициатор и участник выставки «Авторы Дворца пионеров XX лет спустя» (1980).
Выступал также как публицист, теоретик, историк и критик архитектуры. Опубликовал 300 статей и монографий.
Он — инициатор выставки «Советский модернизм 1955—1985», состоявшейся в Москве (2006), после чего название этого направления советской архитектуры вошло в научный обиход. Автор альбома-антологии с тем же названием, содержащего в себе 100 отобранных им лучших зданий этого периода. Его научные и литературные труды многократно отмечались премиями и дипломами Союза архитекторов СССР и Союза архитекторов России, Всемирного биеннале архитектуры в Софии, АХ СССР, общества «Знание» и другими.
На кафедре «Промышленная архитектура» Московского архитектурного института вёл курсовое и дипломное проектирование (1976—1984) и на кафедре «Советская и современная зарубежная архитектура» — курсы «Критика архитектуры» и «Актуальные проблемы советской архитектуры» (1986—1990). Кандидат архитектуры (1979), профессор (1988), доктор архитектуры (1991).
Член Союза архитекторов СССР/России (1954), избирался членом Правления СА СССР (1970—1981, 1987—1991) и России (1992), внештатным секретарём СА СССР (1987—1991). Академик Международной академии архитектуры (1992).
Ему принадлежит идея проведения фестиваля «Зодчество», ставшего международным.
Один из основателей, авторов (1953—1968) и исполнителей (1953—1963) сатирического хора «Кохинор», один из авторов пародийного спектакля «Говорит и показывает ГЦТК» (1973—1986), прошедшего на сцене Государственного центрального театра кукол Сергея Образцова 539 раз.
С 1993 года жил с семьёй в США. После смерти Юрия Платонова 6 декабря 2016 года оставался единственным живущим народным архитектором СССР.

### Семья
- Жена — Галина Михайловна Жирмунская (1926—2010), архитектор, автор проектов ряда общественных зданий в Москве, лауреат Государственной премии РСФСР. Дочь Елена Гандельман.
- Двоюродный брат — Виктор Паруйрович Мелик-Парсаданов (1922—1991), архитектор, работавший над восстановлением послевоенного Севастополя[8].

## Награды и звания
- Заслуженный архитектор РСФСР (1982) — за заслуги в области советской архитектуры
- Народный архитектор СССР (1991) — за большой вклад в развитие советской архитектуры, плодотворную научную и педагогическую деятельность
- Государственная премия РСФСР в области архитектуры (1967) — за архитектуру Московского Дворца пионеров
- Лауреат первой премии Всесоюзного смотра достижений советской архитектуры — за архитектуру комплекса МИЭТ. 1972 г.
- Государственная премия СССР (1975) — за архитектурные комплексы Зеленограда,
- Профессор (1988), доктор архитектуры (1991).
- Национальная архитектурная премия «Хрустальный Дедал» (2002) — за многолетний вклад в архитектуру России и идею проведения фестиваля

## Основные работы

### Москва
- Конкурсный проект станции метро «Киевская» радиальная (1950) совместно с В. Егеревым, М. Константиновым, и И. Покровским — принят к строительству, которое затем было приостановлено (по указанию Н. С. Хрущёва к новому конкурсу были привлечены украинские коллеги).
- Станция метрополитена «Краснопресненская» (1951—1954) совместно с В. Егеревым, М. Константиновым, И. Покровским.
- 10—14-этажный жилой дом на Госпитальной набережной Яузы (1951—1955) совместно с И. Н. Соболевым и И. Покровским.
- 7—10-этажный жилой дом на Семёновской набережной Яузы (1950—1956) совместно с И. Соболевым
- кинотеатры «Прогресс» (1956—1958) и «Ленинград» (1957—1959) совместно с архитекторами Е. Гильманом, И. Покровским и инженером М. Кривицким.
- Дворец пионеров и школьников на Ленинских горах (1958—1962), совместно с В. Егеревым, В. С. Кубасовым, Б. В. Палуем, И. Покровским, М. Н. Хажакяном, инженер Ю. Ионов.
- Конкурсный проект Дворца Советов в Москве (1957) совместно с В. Егеревым, М. Константиновым, И. Покровским — поощрительная премия.
- Комплекс административных зданий на Тургеневской площади, высотный вариант (1967—1976) совместно с И. Покровским, инженер Ю. Ионов.
- То же, вариант с пониженной этажностью (1976—1993) совместно с инженерами Ю. Ионовым и В. Гнединым. В связи со значительными отступлениями от проекта архитектор отрёкся от авторства письма, опубликованным журналом «Проект Россия» (№ 11 — 1998). Достроен в 1998 году архитектором Д. С. Солоповым, реконструирован в 2015—2016 годах архитектором И. Малоземовой.
- Конкурсный проект павильона угольной промышленности на ВДНХ (1970) совместно с Г. Саевичем — 2-я премия.
- Конкурсный проект Дворца молодёжи в Москве (1971) совместно с Г. Саевичем — 2-я премия.
- Проект застройки района «Сретенка — Колхозная площадь» (1972) совместно с Г. Саевичем.
- Конкурсный проект павильона автомобильной промышленности на ВДНХ СССР (1972) совместно с Г. Саевичем — 2-я премия.
- Универмаг «Бухарест» (1978—1982) совместно с А. Шайхетом, В. Воронцовым, В. Прокошиным, инженер В. Гнедин.
- Перовский крытый рынок (1978—1982) совместно с Л. Гильбурдом, Ю. Москвитиным, инженер Ю. Ионов.
- Даниловский крытый рынок (1979—1986) совместно с Г. Акуловым, Л. Гильбурдом, инженер Э. Жуковский, В. Шабля.
- Памятник Н. А. Семашко (1982) совместно со скульптором Л. Тазьба.
- Загородный дом академика в посёлке Николина гора (1980—1985).
- Проект завершения комплекса Дворца пионеров. (2021) Совместно с арх. И. Заливухиным.

### Зеленоград
- Центральный ансамбль города (1962—2004.) Авторский коллектив: И. Покровский — главный архитектор города, руководитель мастерской № 3 Моспроекта — 2, автор Научного центра, жилого дома Флейта, Дома Культуры и парка 40-летия Победы, Ф. Новиков — главный архитектор и автор Научного центра, дома Флейта и комплекса МИЭТ, Г. Саевич — автор дома Флейта и комплекса МИЭТ, А. Климочкин — главный архитектор и автор административного зданиям, Д. Лисичкин — главный архитектор и автор Дома Культуры, Ю. Свердловский — главный архитектор и автор Центра обслуживания.
- Главный научный центр микроэлектроники (1969), совместно с И. Покровским, В. Ларионовой, Э. Лихтенберг, инженер Ю. Ионов
- жилой дом «Флейта» (1970), совместно с И. Покровским, Г. Саевичем, инженер Ю. Ионов
- комплекс Московского института электронной техники — МИЭТ (1971) совместно с Г. Саевичем, инженер Ю. Ионов

### Сталинград — Волгоград
- Конкурсный проект ж/д вокзала в Сталинграде (1951) совместно с И. Соболевым, И. Покровским, Л. Климцом
- Конкурсный проект Дома Советов в Волгограде (1971) — 1-я премия, совместно с Г. Саевичем и В. Воронцовым.

### Узбекистан
- Проект главного туристского центра в Самарканде (1983), совместно с М. Орловым, Г. Саевичем, П. Андреевым, А. Игнатовым, Е. и И. Росляковыми, О. Таллер, Т. Чистовой, А. Шампаровым, В. Шером. инженеры В. Лепский, Ю. Ионов, Н. Чертовских
- Проект главного туристского центра в Бухаре (1983), совместно с М. Орловым, В. Шером, Е. Бубновой, Ю. Волковым, А. Ивановым, Г. Саевичем, инженеры В. Лепский, Ю. Ионов, Е. Николаева
- Конкурсный проект гостиницы «Рухабад» в Самарканде (1988) — 1-я премия, совместно с В. Шером, Е. Бубновой, Ю. Волковым, И. Лихтенберг

### Баку
- Памятник Б. Л. Ванникову (1982), совместно со скульптором Д. Народицким
- Проект курортной гостиницы (1985), совместно с Р. Алиевым, Е. Бубновой, Ю. Волковым, А. Ивановым, В. Шером, инженеры Ю. Ионов, Е. Николаева
- Проект курортного пансионата (1986), совместно с Е. Бубновой, А. Ивановым, М. Химанен, М. Ципиной, В. Шером, инженер Н. Чертовских

### Чебоксары
- Дворец культуры тракторостроителей (1985—1995), совместно с Г. Саевичем, В. Биндеманом, А. Игнатовым, Т. Чистовой, инженер Н. Чертовских

### За пределамиСССР
- Конкурсный проект университета в Козенце, Италия (1972); совместно с А. Климовым, А. Моргулисом, Г. Саевичем
- Конкурсный проект оперного театра в Софии, Болгария (1973); совместно с А. Моргулисом и Г. Саевичем
- Конкурсный проект Дома культуры, науки и техники в Улан-Баторе, Монголия (1975); совместно с Г. Саевичем
- Комплекс зданий посольства СССР в Мавритании в Нуакшоте (1974—1977); совместно с Г. Саевичем.
- Конкурсный проект здания ТЭТ ДЕФАНС в Париже, Франция (1983); совместно с Г. Саевичем и В. Шером
- Частный дом в штате Нью-Йорк, США (2012).

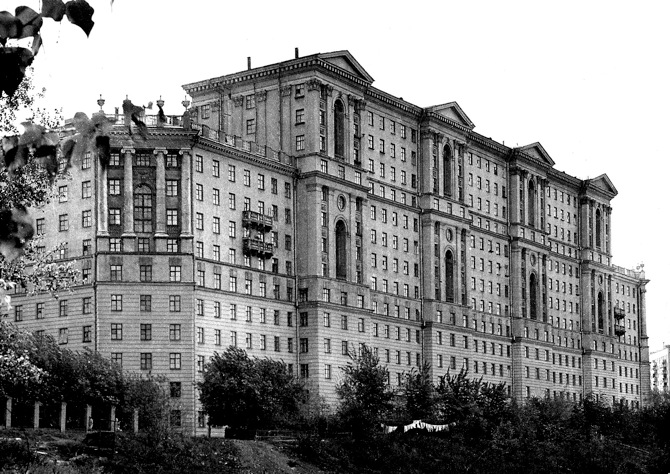
Жилой дом на Яузе — 1951—1955
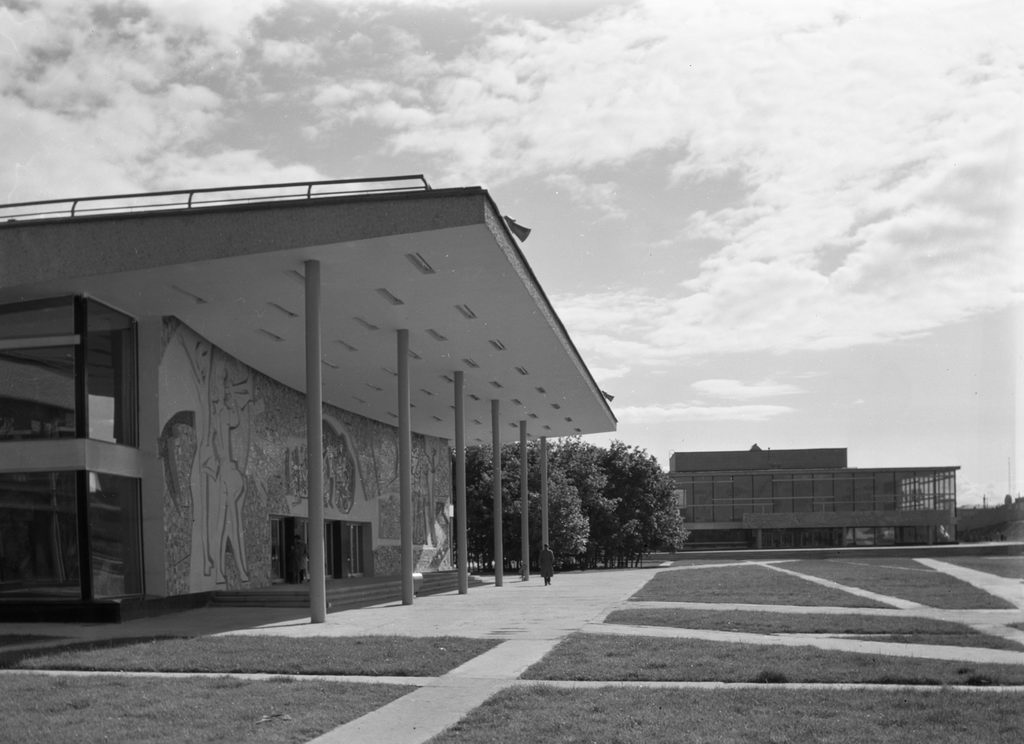
Московский Дворец пионеров — 1958—1962

## Критика
- Архитектурное решение, выбранное для крыши главного корпуса МИЭТ (Зеленоград), способствует искусственному накоплению дождевой воды и снега, что вкупе с нарушением гидроизоляции в силу использования материалов с различными коэффициентами теплового расширения приводит к систематическим протеканиям[9][10].

## Труды
Более 300 публикаций в профессиональной и общей печати. В том числе книги и брошюры:
- «Московский Дворец пионеров» (1964) совместно с другими авторами Дворца — Москва: Стройиздат
- «В поисках архитектурного образа» (1979) Москва: Знание
- Автореферат диссертации на соискание ученой степени кандидата архитектуры «Архитектурная композиция многофункциональных комплексов» (1979)
- «Формула архитектуры» (1984) — Москва: Детиздат
- Автореферат диссертации на соискание ученой степени доктора архитектуры «Проблемы профессионального мастерства архитектора» (1990)
- «Добрый Рочестер в штате Нью-Йорк. 100 штрихов к портрету одного американского города» (рус/англ. 1-е издание1997, 2-е 2000 г.) — City of Rochester
- Architectural Guide Map: Downtown Rochester & Monroe County. Rochester: AIA, 1999.
- «Зодчие и зодчество» (2002) — Нью-Йорк, Слово/Word, (2003) Москва. УРСС
- «Los arquitectos y la arquitectura» (испанск. 2007) Мoscu. URSS
- «Когда мы были молоды» (2007) — Москва. Архитектурный вестник
- «Письма об архитектуре» (2007) — Москва. Архитектурный вестник
- «Felix Novikov» (рус/англ.2009) совместно с В. Белоголовским и А. Рябушиным — Екатеринбург: ТАТЛИН
- «Советский модернизм» (рус/англ. 2010) совместно с В. Белоголовским — Екатеринбург: ТАТЛИН
- «Дело жизни» (2010) — Екатеринбург. ТАТЛИН
- «Между делом» — Записные книжки, басни, стихи, эпиграммы и др. (2010) — Екатеринбург: ТАТЛИН
- Felix Novikov Architect of the Soviet Modernism (2016) Berlin
- Behind the Iron Curtain. Confession of the Soviet Architect. (2017) Berlin.
- По сусекам архива и памяти. 2017. Екатеринбург.
- Размышления о мастерстве архитектора. 2018. Екатеринбург. ТАТЛИН
- Зеленоград — город архитектора Игоря Покровского (2019) — Москва: Кучково поле
- Образы советской архитектуры (2021) — Москва. Кучково поле.
- Архитектура советской дипломатии. (2021) — Екатеринбург — ТАТЛИН